# Ressopó
El ressopó és un àpat que es pot fer després de mitjanit si hom ha sopat molt d'hora o més sovint si anirà a dormir tard.
Pot constar de menges fredes o d'una sopa, per exemple, o de vegades de coca o d'un entrepà. Moltes vegades la seva funció més important no és la social sinó la de matar la gana que pot venir quan una persona està desperta fins tard, a la nit.